# 席夫试验
席夫試驗（Schiff test），由德國化學家雨果·席夫（Hugo Schiff）發明的一種檢驗醛類的方法，與醛類反應會呈現紫紅色。

## 呈色原理
Schiff試劑由鹼性品紅與亞硫酸氫鈉兩種主要的化合物組成。
鹼性品紅大多是由鹽酸玫瑰苯胺（C19H18N3Cl）與鹽酸副玫瑰苯胺的混合物所組成。它與亞硫酸混合後，亞硫酸與品紅中的醌(quinoid)部分進行1,6-加成產生加成反應即變無色。
無色的鹼性品紅-亞硫酸加成物再與醛作用後，起初亦生成無色化合物，但接著失去與碳結合的磺酸基分子而成醌型結構的化合物，呈現出洋紅色。此紫色產物加硫酸後褪色，但甲醛與希夫試劑生成的紫紅色產物加硫酸後顏色不消失，故可利用此方法區分甲醛與其他醛類。日常生活中可作為檢驗假酒的試劑。

## 檢驗假酒
日常生活中常用作檢驗假酒中甲醇含量的試劑，可使甲醇變成紫紅色的產物。
其原理為：甲醇在酸性條件下，被高錳酸鉀（KMnO4）氧化為甲醛（HCHO），過量的過錳酸鉀及在反應中產生的二氧化錳（MnO2）用草酸-硫酸溶液除去；在酸性下，甲醛會與Schiff試劑反應，使與氧化生成的甲醛作用結合成紫紅色的醌類。

## 組織切片染色應用
在組織學上，利用PAS染色法（Periodic Acid-Schiff stain，過碘酸 H5IO6 + 席夫試劑）可染出組織中含有的大分子醣類。過碘酸把醣類相鄰兩個碳上的羥基氧化成醛基，再用Schiff試劑和醛基反應使呈現紫紅色。PAS經常用於結締組織和黏液的染色。

## 具体应用
紫醛试剂是由台湾卫生署研发的一种用于检测鱼类中甲醛含量的试剂。检测方式为将一小块鱼肉滴入试剂，若鱼中含有甲醛，则试剂会由淡紫色转变为橘红色，反之则不变色。该试剂不可食用，因此检测后的鱼肉不可食用。2004年，台湾发生了甲醛鱼事件，当地渔民在鱼中添加甲醛以改善外观，导致鱼肉质变得难吃。为防止此类事件危害民众健康，卫生署迅速研发了紫醛试剂，并免费供民众领取，但其具体成分属商业机密而未公开。